# Coenotephria vartianata
Coenotephria vartianata is een vlinder uit de familie van de spanners (Geometridae). De wetenschappelijke naam van de soort is voor het eerst geldig gepubliceerd in 1970 door Wiltshire.